# فرشید باقری

## رده باشگاهی

### سال‌های اولیه
باقری دوران حرفه‌ای خود را از تیم‌های پایه مس کرمان، تیم شهر زادگاهش، آغاز کرد و در تابستان ۱۳۹۱ به باشگاه فوتبال اتکا گلستان پیوست و توانست همراه این تیم به لیگ آزادگان ۹۴–۱۳۹۳ صعود کند.

### صبای قم
در ۱۲ خرداد ۱۳۹۳ وی با قراردادی ۲ ساله به صبای قم پیوست و در ۱۶ آبان همان سال نخستین بازی خود را برای این تیم مقابل نفت تهران انجام داد، او در این دیدار در دقیقه ۸۵ به جای حسین بادامکی وارد زمین شد.
وی توانست رفته رفته به ترکیب اصلی تیم صبا برسد و نظر مساعد علی دایی، سرمربی وقت این تیم، را جلب کند تا جایی که وی در اظهار نظری دربارهٔ باقری گفت:
باقری اگر الان بهترین هافبک ایران نباشد در سال‌های آینده بهترین هافبک دفاعی ایران می‌شود.
او در پایان دومین فصل حضورش در این تیم، از دید وبسایت ۹۰ پس از جلال‌الدین علی‌محمدی دومین بازیکن مؤثر صبا در طول فصل بود، این عملکرد خوب وی باعث شد تیم‌های بزرگی همچون استقلال و پرسپولیس خواهان به خدمت گرفتن وی شوند.

### استقلال تهران

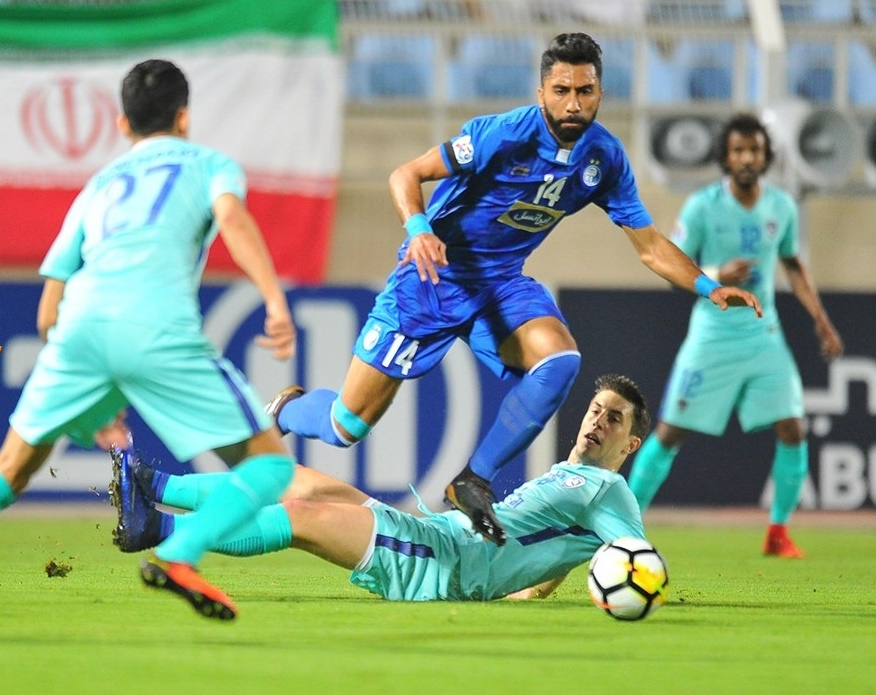
فرشید باقری در بازی مقابل الهلال عربستان در لیگ قهرمانان آسیا ۲۰۱۸

در ۱۵ خرداد ۱۳۹۵ باشگاه استقلال تهران توانست در رقابت با سایر تیم‌ها بر سر جذب باقری به پیروزی برسد و قراردادی ۲ ساله با این بازیکن به امضا برساند.
هفته‌های نخست حضور باقری در استقلال به هیچ عنوان برای وی موفقیت‌آمیز نبود و پس از چند نمایش ضعیف در ترکیب این تیم که احتمالاً ناشی از عدم سازگاری با جو تیم‌های بزرگ بود، نیمکت‌نشین شد و بارها تا آستانه خروج از این تیم قرار گرفت و حتی گفته می‌شد اگر محرومیت استقلال از نقل‌وانتقالات نیم‌فصل ۹۶–۱۳۹۵ اتفاق نمی‌افتاد، علیرضا منصوریان، سرمربی وقت استقلال، نام وی را تنها پس از نیم‌فصل حضور در استقلال از لیست تیم خارج می‌کرد.
عدم موفقیت او در استقلال موجب شد تیم‌هایی نظیر پرسپولیس که پیش‌از این نیز خواستار وی بودند دوباره به فکر جذب وی بیافتند. حتی شایعه شد باشگاه پرسپولیس بدون اطلاع تیم استقلال با او قرارداد داخلی به امضا رسانده.
اما نهایتاً وی در استقلال احیا شد و با درخشش مقابل سایپا در هفته ۲۴ و سپاهان در هفتهٔ پایانیِ نخستین فصل حضورش در استقلال، سرمربی این تیم را مجاب کرد تا برای فصل بعد هم در این تیم ماندگار شود.
در فصل ۹۷–۱۳۹۶ و با حضور شفر در استقلال وی توانست بیش‌از پیش توانایی‌هایی خود را نشان دهد و رفته رفته به یک مهره تأثیرگذار برای استقلال در میانه میدان تبدیل شد. می‌توان گفت فصل ۹۸–۱۳۹۷ بهترین دوران حضور باقری در استقلال بود، وی که دیگر به یک مهره ثابت در ترکیب استقلال تبدیل شده بود علاوه بر عملکرد خوب در فاز دفاعی، در حملات تیم نیز پر فروغ ظاهر می‌شد و حتی در مقطعی از فصل در صدر بهترین گل‌زنان استقلال قرار داشت. او ۳ گل در دو بازی پیاپی مقابل صنعت نفت آبادان و سپیدرود رشت به ثمر رساند که آماری جالب برای وی به عنوان یک هافبک دفاعی به حساب می‌آید.

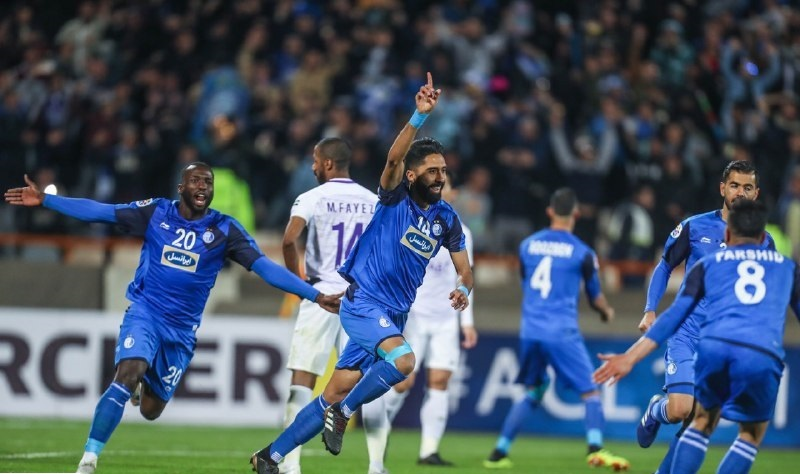
شادی پس از گل فرشید باقری پس از گلزنی مقابل العین در اسفند ۱۳۹۷

در ۲۱ اسفند ۱۳۹۷ و در جریان بازی هفته دوم مرحلهٔ گروهی لیگ قهرمانان آسیا ۲۰۱۹ مقابل العین باقری توانست بار دیگر عملکرد خوبی را در بازی‌های آسیایی به نمایش بگذارد، وی در این دیدار که با نتیجه ۱–۱ به پایان رسید توانست در دقیقهٔ ۵۳ تک گل تیمش را روی سانتر آیاندا پاتوسی به ثمر برساند؛ وی در این بازی به عنوان بهترین بازیکن زمین نیز انتخاب شد. وی با این نمایش خوب، بالاتر از کیسوکه هوندا و بغداد بونجاح پنجمین بازیکن هفتهٔ آسیا شد و در تیم منتخب هفته به انتخاب کنفدراسیون فوتبال آسیا قرار گرفت.
عملکرد خوب باقری در سال ۱۳۹۷ موجب شد تا در پایان این سال وی عنوان «مرد سال فوتبال کرمان» را کسب کند.
وی در تاریخ ۲۷ اسفند ۱۳۹۹ از استقلال جدا شد و یک روز بعد به گل‌گهر سیرجان پیوست.

## آمار باشگاهی
تا تاریخ ۳۰ ژوئیه ۲۰۲۱
| باشگاه            | دسته              | فصل               | لیگ  | لیگ | جام حذفی | جام حذفی | آسیا | آسیا | مجموع | مجموع |
| باشگاه            | دسته              | فصل               | بازی | گل  | بازی     | گل       | بازی | گل   | بازی  | گل    |
| ----------------- | ----------------- | ----------------- | ---- | --- | -------- | -------- | ---- | ---- | ----- | ----- |
| مس کرمان          | لیگ برتر          | ۲۰۱۰–۲۰۱۱         | ۱    | ۰   | ۱        | ۰        | _    | _    | ۲     | ۰     |
| مس کرمان          | لیگ برتر          | ۲۰۱۱–۲۰۱۲         | ۰    | ۰   | ۰        | ۰        | _    | _    | ۰     | ۰     |
| مجموع مس کرمان    | مجموع مس کرمان    | مجموع مس کرمان    | ۱    | ۰   | ۱        | ۰        | _    | _    | ۲     | ۰     |
| اتکا گلستان       | لیگ آزادگان       | ۲۰۱۲–۲۰۱۳         | ۱۳   | ۰   | _        | _        | _    | _    | ۱۳    | ۰     |
| اتکا گلستان       | لیگ آزادگان       | ۲۰۱۳–۲۰۱۴         | ۲۱   | ۷   | _        | _        | _    | _    | ۲۱    | ۷     |
| مجموع اتکا گلستان | مجموع اتکا گلستان | مجموع اتکا گلستان | ۳۴   | ۷   | _        | _        | _    | _    | ۳۴    | ۷     |
| صبای قم           | لیگ برتر          | ۲۰۱۴–۲۰۱۵         | ۱۴   | ۰   | ۱        | ۰        | _    | _    | ۱۵    | ۰     |
| صبای قم           | لیگ برتر          | ۲۰۱۵–۲۰۱۶         | ۲۶   | ۲   | ۲        | ۰        | _    | _    | ۲۸    | ۲     |
| مجموع صبای قم     | مجموع صبای قم     | مجموع صبای قم     | ۴۰   | ۲   | ۳        | ۰        | _    | _    | ۴۳    | ۲     |
| استقلال           | لیگ برتر          | ۲۰۱۶–۲۰۱۷         | ۱۷   | ۲   | ۴        | ۰        | ۶    | ۰    | ۲۷    | ۲     |
| استقلال           | لیگ برتر          | ۲۰۱۷–۲۰۱۸         | ۱۷   | ۰   | ۳        | ۰        | ۷    | ۰    | ۲۷    | ۰     |
| استقلال           | لیگ برتر          | ۲۰۱۸–۲۰۱۹         | ۲۲   | ۳   | ۲        | ۰        | ۳    | ۱    | ۲۷    | ۴     |
| استقلال           | لیگ برتر          | ۲۰۱۹–۲۰۲۰         | ۱۵   | ۰   | ۱        | ۰        | ۵    | ۰    | ۲۱    | ۰     |
| استقلال           | لیگ برتر          | ۲۰۲۰–۲۰۲۱         | ۱۰   | ۱   | ۰        | ۰        | ۰    | ۰    | ۱۰    | ۱     |
| مجموع استقلال     | مجموع استقلال     | مجموع استقلال     | ۸۱   | ۶   | ۱۰       | ۰        | ۲۱   | ۱    | ۱۱۲   | ۷     |
| گل‌گهر             | لیگ برتر          | ۲۰۲۰–۲۰۲۱         | ۱۹   | ۰   | ۱        | ۰        | _    | _    | ۲۰    | ۰     |
| مجموع گل گهر      | مجموع گل گهر      | مجموع گل گهر      | ۱۹   | ۰   | ۱        | ۰        | _    | _    | ۲۰    | ۰     |
| مجموع آمار        | مجموع آمار        | مجموع آمار        | ۱۷۵  | ۱۵  | ۱۵       | ۰        | ۲۱   | ۱    | ۲۱۱   | ۱۶    |

- آمار پاس گل

| فصل       | تیم     | پاس گل |
| --------- | ------- | ------ |
| ۲۰۱۶–۲۰۱۷ | استقلال | ۱      |
| ۲۰۱۷–۲۰۱۸ | استقلال | ۳      |
| ۲۰۱۸–۲۰۱۹ | استقلال | ۵      |
| ۲۰۱۹–۲۰۲۰ | استقلال | ۱      |
| مجموع     | مجموع   | ۱۰     |

## افتخارات

### باشگاهی

#### استقلال
- جام حذفی فوتبال ایران: ۲۰۱۳–۲۰۱۴

#### اتکا گلستان
- لیگ دسته دوم فوتبال ایران: ۲۰۱۳–۲۰۱۴

#### استقلال
- لیگ برتر خلیج فارس: ۲۰۱۶–۲۰۱۷ نایب قهرمان، ۲۰۱۹–۲۰۲۰ نایب قهرمان
- جام حذفی فوتبال ایران: ۲۰۱۷–۲۰۱۸

### فردی
- مرد سال فوتبال کرمان - ۱۳۹۷[۲۳]